# دارلی، ایرشر شمالی
دارلی (به انگلیسی: Dalry) یک شهرک در اسکاتلند است که در ایرشر شمالی واقع شده است. دارلی ۵٬۳۹۸ نفر جمعیت دارد.